# 시민교통 (울산)
시민교통(市民交通)은 울산광역시에 위치한 지선버스 운송 업체이고 본사는 울산 남구 선암동 삼익세라믹 아파트 상가 내에 위치하고 있다.

## 운행 노선
- 남구03번 : (선암호수노인복지회관 ↔ 선암호수노인복지회관)
- 남구09번 : (남양그린빌 ↔ 남양그린빌)

## 상세정보
울산에서 가장 수요가 많은 지선노선인 남구3번을 보유하고 있는 회사이다. 처음에는 3대로 시작하던 노선이 현재는 6대로 운영중이고, 자매 노선인 남구9번(구. 923-1)도 운영하고 있다. 현재는 예비차량을 단 1대도 보유하고 있지 않고 있으므로, 만일 차량에 문제가 생길 경우 그 차량이 담당하고 있는 운행을 차량복구 전까지 결행하는 것이 특징이다.

## 보유 차량
- 현대자동차 - 현대 E-카운티, 현대 뉴 카운티, 현대 카운티 뉴 브리즈